# STS-1
 是历史上第一次航天飞机任务，于1981年4月12日发射。在这次54.5小时的任务中，哥伦比亚号航天飞机环绕地球36周。还是1975年7月的阿波罗-联盟测试计划之后的第一次美国载人航天任务。STS-1是美国目前唯一一次在一种新的航天系统第一次发射就进行载人实验的任务。
是次发射是在首次载人航天飞行（苏联发射的东方1号）20周年之际进行的。这是一个巧合而非纪念，是因技术问题而无法按计划提前两天发射。

## 任务成员
- 约翰·杨（John Young，曾执行双子星3号、10号、阿波罗10号、16号、以及任务），指令长
- 罗伯特·克里彭（Robert Crippen，曾执行、以及任务），飞行员

### 替补成员
替补成员同样接受任务训练，在主力成员因各种原因无法执行任务时接替。
的替补团队执行了任务。
- 约瑟夫·恩格（Joseph H. Engle，曾执行以及任务），指令长
- 理查德·特鲁利（Richard H. Truly，曾执行以及任务），飞行员

## 亚轨道任务计划
在任务规划早期，NASA曾认为他们应该在正式的轨道级任务前对部分系统进行测试。因测试此STS-1的早期建议是不入轨，取而代之的是（RTLS）也就是在起飞后数分钟，抛弃助推器之后使用三台主引擎的推力使航天飞机返回发射场。这一机动只有在遇上紧急情况，需要取消任务的时候才有可能执行，而且这一操作风险极高。约翰杨否决了这一提案，STS-1首飞任务保持原有计划 NASA的有关人员被约翰杨的质疑所动摇，尤其是在约翰杨曾两度造访月球，其中一次为登陆的情况下 他还曾参与过1983年的STS-9任务

## 任务概要

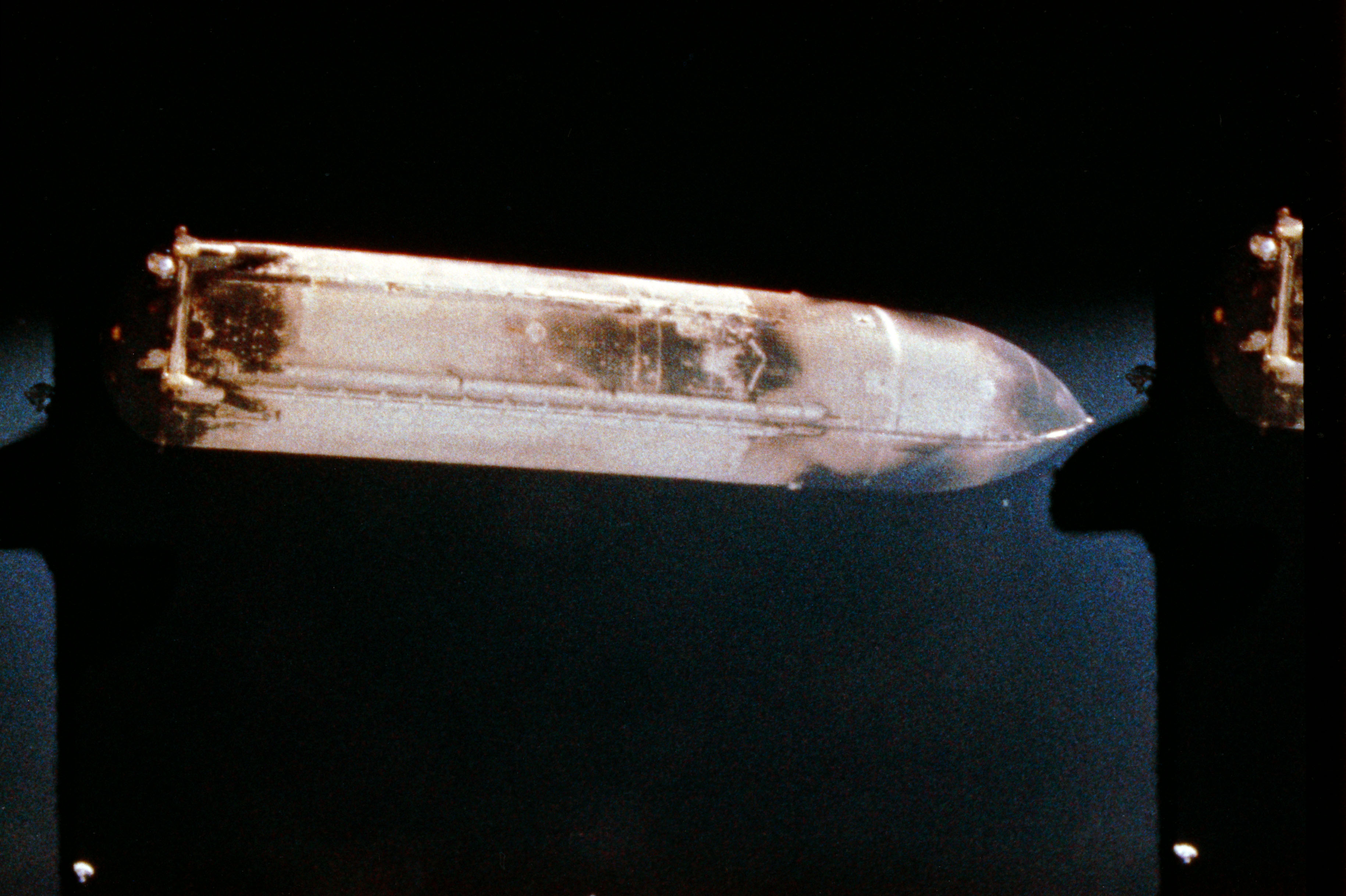
The external tank is released from the Space Shuttle orbiter

STS-1任务哥伦比亚号航天飞机于1981年4月12日上午7时整（刚好是世界上第一次载人太空飞行的20周年）从39A发射台起飞。原先4月10日的发射尝试因为哥伦比亚号的4台主计算机（GPC IBM System/4 Pi）并没有在正确的时间向备用飞行计算机提供时序资料。
这次任务不仅仅是美国航天飞机首飞，这也是固体火箭首次被应用于载人发射任务，先前的任务只在逃逸塔、运载火箭反推引擎上使用。 STS-1 同样是首次载人飞船没有经过事先的无人试飞就投入到正式使用中的飞行任务。哥伦比亚号在这次任务结束后为了花了610天的时间跟换隔热瓦片，创造了在最长的滞留于厂房（Orbiter Processing Facility）中的时间记录。